# Ilse von Senfft
Ilse von Senfft (* 31. Dezember 1916 in Pommern; † 19. Februar 1998 in Koblenz-Waldesch) war eine deutsche Elektrotechnikerin. Sie war zwischen 1949 und 1977 Senderwartin beim Südwestfunk und damit in dieser Zeit die einzige Frau in Europa, die diesen technischen Beruf ausübte.

## Biografie
Sie kam während der Zeit des 1. Weltkriegs an Silvester 1916 auf dem Gut ihrer Eltern in Pommern zur Welt. Bereits früh interessierte sie sich für praktische Tätigkeiten rund um elektrische Installationen. Sie kam damit erstmals in Berührung, als über Land fahrende Elektriker Reparaturen an Anlagen des Gutes ausführten. In Potsdam machte sie das Abitur. Ihr Verlobter starb im 2. Weltkrieg. Die Familie wurde bei Kriegsende aus Pommern vertrieben. Ilse von Senfft war mittellos und bei Kriegsende bereits 30 Jahre alt. Obwohl die Familie ihres verstorbenen Verlobten ihr die Finanzierung eines Studiums anbot, machte sie ihren Interessen folgend ab 1947 eine Lehre zur Elektrikerin bei der Gewerkschaft Eisenhütte Westfalia in Lünen. Dort wurden Elektromotoren für den Bergbau hergestellt. Damals gelang es einigen Frauen auf Grund des Männermangels nach dem Krieg, eine Lehrstelle in einem technischen Beruf zu bekommen. Ende der 1950er Jahre begann nach der allmählichen Restauration wieder eine Verdrängung der Frauen aus solchen Berufen.
Ilse von Senfft trat nach dem Abschluss ihrer Lehre 1949 ihre erste Stelle beim Rheinsender nahe der Ortschaft Wolfsheim an. Der SWR verfügte anfangs lediglich über fünf unzureichende Mittelwellensender. Nachdem auf der Kopenhagener Wellenkonferenz 1948 eine Neuordnung der Frequenzen erfolgt war, konnte 1950 der neue Rheinsender Wolfsheim den Betrieb aufnehmen. Ilse von Senfft war von Beginn dabei und vertrat zugleich als Mitglied des Betriebsrates die Interessen der Beschäftigten. Nachdem das UKW-Netz im Laufe der fünfziger Jahre erweitert wurde, war sie neben dem Rheinsender auch für den Sender Linz am Rhein allein verantwortlich. Damals gab es einen 20-stündigen Sendebetrieb, der möglichst lückenlos überwacht sein musste. Reparaturen wurden in den sendefreien Nachtstunden ausgeführt. Ilse von Senfft betrieb deshalb auch in der Privatwohnung Geräte zur Überwachung des Sendebetriebs. Bei Anlagenausfällen musste sie die Reparaturarbeiten an den hohen Sendemasten in den ersten Jahrzehnten allein ausführen, später waren dazu entsprechend der Schutzvorschriften drei Personen notwendig. Von Senfft war dafür bekannt, dass sie viele Probleme erfolgreich löste und dabei völlig anders vorging als ihre männlichen Kollegen.
Nach einigen Jahren in Linz wechselte an den Standort Koblenz-Waldesch. Am 1. Januar 1977 ging sie dort mit 60 Jahren in Pension. Sie lebte danach in Niederfell. Von einer Nichte ihres Verlobten wurde sie im Alter betreut, bis sie mit 82 Jahren starb.

## Ausstellung
Unter dem Titel „Wenn es eine Gottheit des Rundfunks gäbe, sie wäre weiblichen Geschlechts“ erstellten Frauen beim SDR und SWF vor der Fusion zum Südwestrundfunk eine Ausstellung zum Internationalen Frauentag. Sie präsentierten zwanzig Frauenbiografien im SDR und SWF, darunter die Sendewartin Ilse von Senfft.

## Trivia
Ihren Dienst an den Sendemasten führte sie in Begleitung ihres Dackels Fips aus.
Für den Dienst am Heiligabend erhielten Sendewärter und -wärerinnen je eine Flasche Wein und ein Päckchen Zigaretten. Im Jahr 1955 zerbrach die Flasche auf dem Postweg. Deshalb sendete die Abteilung Unterkunft/Reisen umgehend eine neue Flasche und 12 Zigaretten zu.